# Friedrich Menzel
Friedrich („Fritz“) Menzel (* 15. Mai 1904 in Gräfenort, Kreis Oppeln; † 26. Juli 1977) war ein deutscher Politiker (KPD/SED), Gewerkschafter und im Widerstand gegen das NS-Regime.

## Leben
Menzel, Sohn eines Eisenbahners, besuchte die Volksschule und absolvierte ab 1919 eine Lehre zum Maschinenschlosser. Er war anschließend bis 1931 in diesem Beruf tätig.
1920 trat er der Eisenbahnergewerkschaft bei und wurde Mitglied der Arbeitersportbewegung. 1922 wurde er Mitglied der Kommunistischen Partei Deutschlands (KPD) und wirkte als KPD-Funktionär in Oberschlesien. Von 1931 bis 1933 war er Instrukteur bei der Revolutionären Gewerkschafts-Opposition.
Nach der „Machtergreifung“ der Nationalsozialisten beteiligte sich Menzel am kommunistischen Widerstand. Im März 1933 wurde er verhaftet und im Juni 1934 durch den 1. Strafsenat des Oberlandesgerichts Breslau „wegen Vorbereitung zum Hochverrat“ zu 15 Jahren Zuchthaus verurteilt. Menzel war im KZ Sonnenburg und im Emslandlager sowie in den Zuchthäusern Groß Strelitz und Brandenburg-Görden inhaftiert. 
Im Juni 1945 traf Menzel als Mitglied der Initiativgruppe des ZK der KPD (Gruppe Sobottka) in Waren (Müritz) ein. Er war dort Stadtrat und gehörte im August 1945 zu den Mitbegründern des vorbereitenden Gewerkschaftskomitees. Menzel setzte sich aktiv für die Vereinigung von SPD und KPD ein, die sich in Waren bereits am 24. März 1946 vollzog. Menzel wurde in den neukonstituierten SED-Kreisvorstand gewählt. Bis 1949 blieb Menzel Vorsitzender des FDGB-Kreisvorstandes. 1949/1950 war er Sekretär des FDGB-Landesverbandes Mecklenburg in Schwerin. Von 1950 bis 1952 war er Sekretär der SED-Betriebsparteiorganisation in der Generaldirektion der Deutschen Reichsbahn. 1952/1953 studierte er an der Parteihochschule der KPdSU in Moskau. Von 1953 bis 1955 fungierte er als Zweiter Sekretär der SED-Bezirksleitung Halle. Von 1955 bis 1969 war Menzel Vorsitzender der Bezirksparteikontrollkommission (BPKK) der SED Halle und Mitglied des Sekretariats der SED-Bezirksleitung Halle.
Menzels jüngerer Bruder Robert (1911–2000) war stellvertretender Minister für Verkehrswesen der DDR und Mitglied des ZK der SED.

## Auszeichnungen
- Vaterländischer Verdienstorden (VVO) in Silber (6. Mai 1955) und in Gold (1969)[1] sowie Ehrenspange zum VVO in Gold (1974)[2]
- Medaille für Kämpfer gegen den Faschismus 1933 bis 1945 (1958)